# Andreas Bodenstein
Pour les articles homonymes, voir Bodenstein, Karlstadt et Carlstadt.
Andreas Rudolf Bodenstein, ou encore Andreas Rudolff-Bodenstein von Karlstadt, né en 1486 à Karlstadt-sur-le-Main et mort le 24 décembre 1541 à Bâle, est un réformateur allemand du XVIe siècle. Il est le plus souvent dénommé Karlstadt, aussi orthographié Carlstadt. Il est considéré comme un précurseur du spiritualisme.

## Biographie
Après avoir étudié dans les universités Erfurt et de Cologne, Andreas Karlstadt obtient son titre de docteur en théologie en 1510 dans la nouvelle université de Wittemberg. La même année, il est nommé archidiacre et titulaire de la chaire de théologie. En 1511 il devient chancelier de l'université de Wittemberg, ce qui lui permet en 1512 de remettre son doctorat à Martin Luther. De 1515 à 1516 il séjourne à Rome où il passe un double diplôme de droit civil et de droit canon (utriusque juris) à l'université de La Sapienza.
Dans son premier livre publié en 1518 Apologeticae conclusiones, il étudie la conduite humaine placée entre volonté et grâce.
Il est un des premiers à embrasser la Réforme et à se marier. En 1520 il se rend au Danemark où il participe aux réformes royales de Christian II de Danemark qui instaurent la Réforme dans le royaume de Danemark.
En 1521, pendant que Luther séjourne au château de la Wartbourg, il œuvre à la Réforme à Wittemberg. Après le retour de Luther à Wittemberg il ne tarde pas à se séparer de ce dernier au sujet de l'eucharistie et de la consubstantiation. Il est en 1522 l'auteur d'un des premiers écrits iconoclastes de la Réforme. Dans un de ses ouvrages, il rejette l'idée communément admise que Moïse soit l'auteur du Pentateuque, puis il évoque l'idée, qui devait déjà circuler parmi certains théologiens, qu'Esdras en soit le véritable auteur, pour la rejeter également.